# Bibliotecarul 2: Întoarcerea la minele Solomon
Bibliotecarul 2: Întoarcerea la minele regelui Solomon (2006) (denumire originală The Librarian: Return to King Solomon's Mines) este un film de televiziune regizat de Jonathan Frakes cu Noah Wyle în rolul principal. Este al doilea film din seria de filme Bibliotecarul.

## Distribuția
- Noah Wyle : Flynn Carson
- Gabrielle Anwar : Emily Davenport
- Bob Newhart : Judson
- Jane Curtin : Charlene
- Olympia Dukakis : Margie Carson
- Erick Avari : Generalul Samir
- Hakeem Kae-Kazim : Jomo
- Robert Foxworth : Oncle Jerry
- Zahn McClarnon : Tommy Yellow Hawk
- Lisa Brenner : Debra
- Jonathan Frakes : Mari de Debra
- Peter Butler : Ahjmed
- Tertius Meintjies : Rogan
- David Ackermann : Arthur Dawson
- Mehboob Bawa : Șofer marocan de taxi
- Raffaele Sabatini : Basim
- Marisa Sarfatti : Rose Edwards
- Claire Hill Collins : Infractor în slujba lui Samir #1
- Anton Voster : Infractor în slujba lui Samir #2
- Richard Thompson : Infractor în slujba lui Samir #3
- Vernon Willemse : Infractor în slujba lui Samir #4